# 龙湖镇 (梧州市)
龙湖镇，是中华人民共和国广西壮族自治区梧州市万秀区下辖的一个乡镇级行政单位。

## 行政区划
龙湖镇下辖以下地区：
新民村、高旺村、旺步村和塘源村。